# ورد شبه كلبي
ورد شبه كلبي[بحاجة لمصدر] (الاسم العلمي:Rosa subcanina) هو نوع من النباتات يتبع جنس الورد من الفصيلة الوردية.